# Ritratto di Beatrice d'Este
Il Ritratto di Beatrice d'Este è un disegno eseguito a lapis e acquerello conservato alla Galleria degli Uffizi col numero 209, eseguito da un artista appartenente alla cerchia di Leonardo da Vinci.

## Storia
Ritoccato duramente un po' dappertutto da una mano del XVI secolo, fu identificato da padre Sebastiano Resta (XVII secolo) come ritratto di Beatrice d'Este e attribuito a Leonardo da Vinci. Karl Morgenstern (1813) e altri critici vi notarono somiglianze con la Belle Ferronnière, così anche Dalli Regoli (1985), che ritenne il disegno la copia da un originale perduto di Leonardo e aggiunse una certa somiglianza col busto di Beatrice d'Este del Louvre, attribuito a Gian Cristoforo Romano. Lionello Venturi (1925) rifiutò l'attribuzione leonardesca e propose invece il nome di Boccaccio Boccaccino.

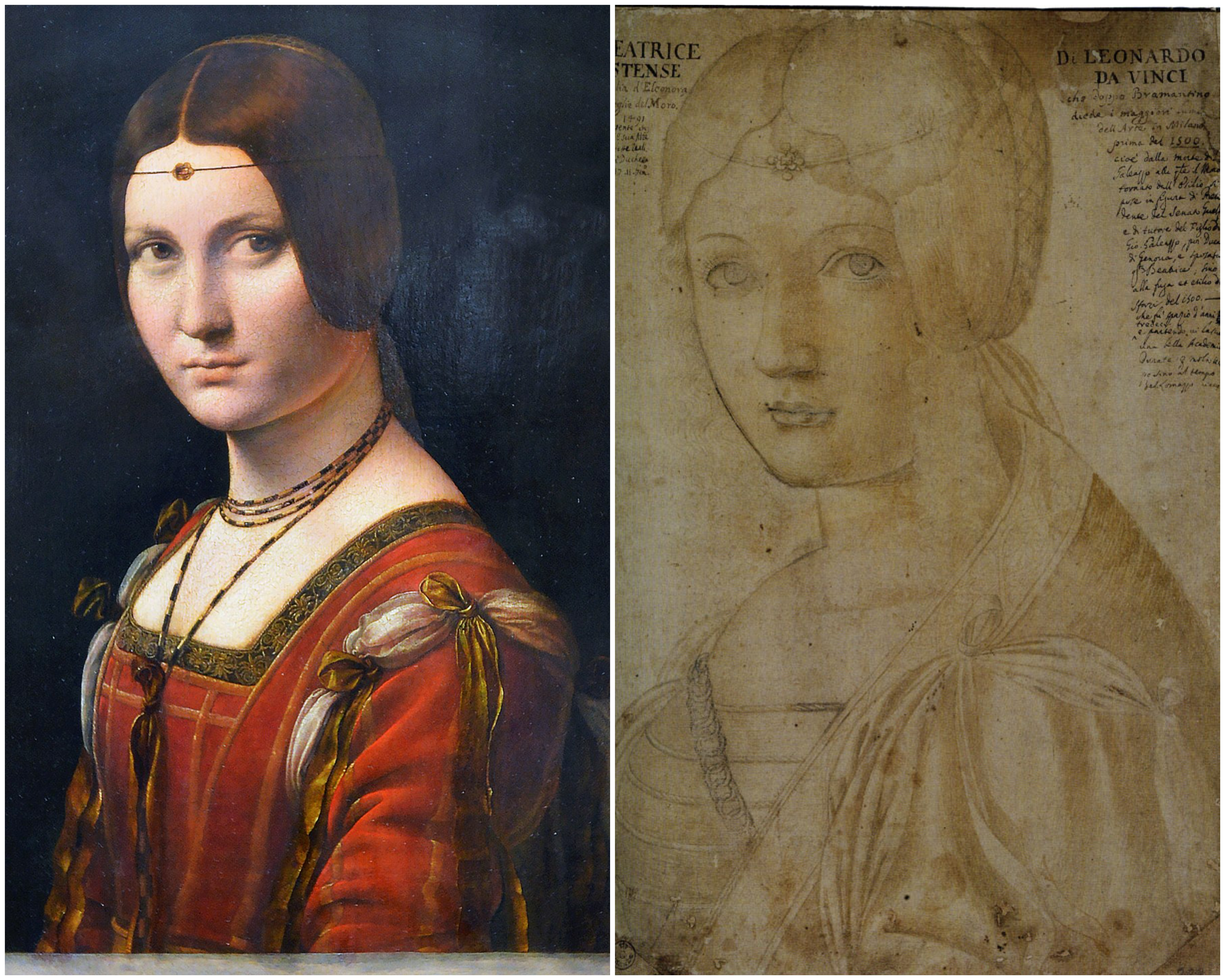
Confronto con la Belle Ferronnière di Leonardo da Vinci.

## Descrizione
La donna è ritratta a mezzobusto con la testa frontale, rivolta verso lo spettatore, e il busto di tre quarti. Il vestiario è confacente alla moda milanese dell'ultimo decennio del XV secolo promossa da Beatrice d'Este: la sbernia, di derivazione spagnola, poggiata su una sola spalla, e gli sbuffi di camicia che fuoriescono dalle maniche. Sono assenti gioielli, fuorché quello che adorna la lenza (il nastro che cinge la fronte) la quale sorregge l'acconciatura detta a coazzone.
La posa ricorda la Belle Ferronnière, ma il vestiario, lo sguardo, e in parte anche la forma del viso appaiono sensibilmente diversi. 
Ai margini del disegno sono presenti le annotazioni originali di padre Sebastiano Resta, relative al soggetto, al presunto autore e al contesto dell'opera.